# Avenida Recoleta
La avenida Recoleta es un importante eje vial de la zona norte de la ciudad de Santiago de Chile, cruza de sur a norte las comunas de Recoleta y Huechuraba. Tiene como continuación natural hacia el sur las calles San Antonio (en dirección sur) y Enrique Mac-Iver (en dirección norte), de Santiago Centro, a través de los puentes Recoleta y del Abasto.
De carácter comercial y residencial, cuenta con comercio mayorista y minorista, bancos, supermercados, centros comerciales, centros educacionales y edificios residenciales. En su trayecto cuenta con cerca de 9 Monumentos Nacionales.

## Historia
Los orígenes de esta avenida se remontan a los de La Chimba en el Chile colonial. Para dar salida en dirección al río a los productos de las chacras ubicadas en el sector del Salto, entre los cerros Blanco y San Cristóbal, fue naciendo una nueva senda, paralela al llamado Camino de Chile, actual Avenida Independencia, el antiguo Camino del inca, cuyo recorrido se evitaba con esta nueva vía más directa a los moradores de este otro lado de La Chimba. A esta ruta le dieron el nombre de Camino del Salto. Otros nombres que recibió la avenida en el pasado fueron Camino Real de la Recoleta y Alameda de la Recoleta. Por su tranquilidad y aislamiento de la ciudad, en 1643 se empieza a construir la iglesia y convento de la Recoleta Franciscana (actual Recoleta N° 220), que posteriormente le dio el nombre a la vía. En 1681 se construye el primer puente sobre el río Mapocho, conectaba La Chimba con Santiago y fue popularmente llamado "Puente de Ladrillo". Este puente, que quedaba frente a la Recoleta Franciscana, fue destruido en 1748.
Durante el gobierno de Bernardo O'Higgins se creó el Cementerio General, inaugurado en 1821 y que actualmente tiene a esta ruta como límite oriental. Frente a este en 1883, se abre el Cementerio Católico de Santiago.
Entre 1945 y 1946 se crean nuevas comunas a partir de la división de Santiago. En el antiguo sector norte de esta se crea la actual comuna de Recoleta que toma el nombre de esta avenida, mientras que al norte de esta, tras el paso de la Circunvalación Américo Vespucio, quedó la comuna de Huechuraba, convirtiéndose en el eje principal de la primera.

## Trayecto
Comienza en la intersección con la avenida Santa María en la Plaza de los Historiadores, sobre la autopista Costanera Norte en la comuna de Recoleta. Continúa al norte donde interseca con la calle Antonia López de Bello, donde se encuentra la Iglesia de la Recoleta Franciscana y la Casa del Pilar de Esquina en el barrio de Patronato, donde sirve de límite oeste. Siguiendo al norte, se ubican la Clínica Dávila y el Liceo Valentín Letelier. 
Entre las calles Dominica y Santos Dumont se encuentra la Iglesia y Convento de la Recoleta Dominica donde se desarrolla el Centro Patrimonial Recoleta Dominica, lugar que cuenta con el Museo de Artes Decorativas, el Museo Histórico Dominico, la Biblioteca Patrimonial Recoleta Dominica y el Centro Nacional de Conservación y Restauración. También se encuentra la Academia de Humanidades. 
En la intersección de la avenida y calle Santos Dumont se ubican la Iglesia La Viñita y el Cerro Blanco, ambos declarados Monumento Nacional. Continuando al norte se encuentran los cementerios General y Católico junto a la estación de metro Cementerios. Luego se asienta el Barrio Avenida Einstein junto a la intersección homónima y la estación de metro del mismo nombre. Siguiendo su trayecto se localiza la I. Municipalidad de Recoleta, la parroquia San Alberto de Sicilia y el Estadio Municipal de Recoleta. 
Cruza el Anillo Interior de Santiago en la intersección con las calles Dorsal y Pedro Donoso donde se encuentra la estación Dorsal. Llega al barrio Lo Aránguiz para cruzar la última avenida de importancia en el tramo de Recoleta, Los Zapadores, donde se encuentra la estación de metro Zapadores. 
Interseca con la carretera urbana Vespucio Norte en la avenida Circunvalación Américo Vespucio, donde entra a la comuna de Huechuraba y se emplazan el cementerio Parque del Recuerdo Américo Vespucio y el barrio Aguirre Luco. Más al norte se emplaza la Plaza Cívica de Huechuraba donde se encuentran la 54a. Comisaría de Huechuraba, la I. Municipalidad de Huechuraba y la iglesia Nuestra Señora de los Pobres. 
Cruza las avenidas La Pincoya y Del Pincoy en la población La Pincoya, donde atraviesa el canal El Carmen y finaliza su trayecto, exactamente en la Subestación Eléctrica El Salto.  

## Transporte

### Red Metropolitana de Movilidad

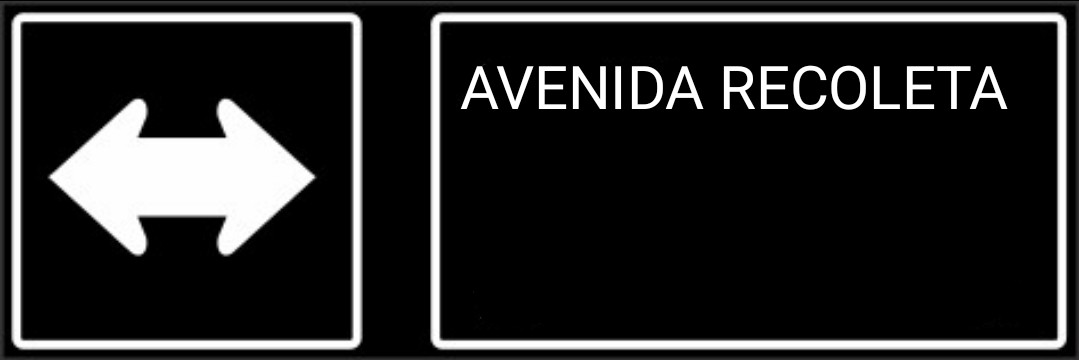
Señalética vial de Avenida Recoleta.

Cuenta con las estaciones de transbordo Einstein, Dorsal y Zapadores. Perteneciente a la Unidad 6, por este eje circulan, en diferentes puntos, los recorridos:
- 116 (Huechuraba - Santiago Centro)
- 117 (Vespucio Norte - San Joaquín)
- 117c (Vespucio Norte - Providencia)
- 203 (Huechuraba - La Pintana)
- 208 (Huechuraba - Centro)
- 208c (Huechuraba - Zapadores)
- 502 (Cerro Navia - Cantagallo)
- 503 (Vital Apoquindo - Pudahuel)
- B03 (Miraflores - Cerro Blanco)
- B05 (Metro Los Libertadores - Ciudad Empresarial)
- B11 (El Salto - Lo Marcoleta)
- B22 (Palacio Riesco - Urmeneta)
- B24 (Huamachuco - Santiago Centro)
- B25 (Vespucio Norte - Cerro Blanco)
- B30n (Centro - Renca)
- B31n (Centro - Quilicura)
- C18 (Metro Dorsal - Metro Escuela Militar)

### Metro de Santiago
Cuenta con seis estaciones pertenecientes a la línea 2 del metro de Santiago, una de la línea 9 que está en planificación. De norte a sur son:
- Zapadores
- Dorsal
- Einstein
- Cementerios
- Cerro Blanco
- Patronato
- Puente Cal y Canto